# آنا ماريا كوفمان
آنا ماريا كوفمان (بالألمانية: Anna Maria Kaufmann) (و. 1964  م) هي مغنية، ومغنية أوبرا، وموسيقية كندية، ولدت في إدمونتون.

## وصلات خارجية
- آنا ماريا كوفمان على موقع IMDb (الإنجليزية)
- آنا ماريا كوفمان على موقع ألو سيني (الفرنسية)
- آنا ماريا كوفمان على موقع ميوزك برينز (الإنجليزية)
- آنا ماريا كوفمان على موقع ديسكوغز (الإنجليزية)
- آنا ماريا كوفمان على موقع كينوبويسك (الروسية)

- آنا ماريا كوفمان في قاعدة بيانات الأفلام على الإنترنت